# I'm Just a Lucky So-and-So
I'm Just a Lucky So-and-So is een jazzsong, in 1945 gecomponeerd door bigbandleider en componist Duke Ellington. De tekst was afkomstig van Mack David. Het werd vaak opgenomen door Ellington. Het nummer werd tevens op de plaat gezet door onder meer Louis Armstrong, Count Basie, Ella Fitzgerald, Kenny Burrell, Sonny Clark, Tony Bennett, Mose Allison, Dr. John en Chuck Berry.